# Valentin Akrap
Valentin Akrap (* 13. Januar 2003) ist ein kroatischer Fußballspieler.

## Karriere
Akrap begann seine Karriere beim Lieferinger SV. Im September 2011 wechselte er zum FC Red Bull Salzburg. Im Dezember 2011 schloss er sich dem Salzburger AK 1914 an. Zur Saison 2017/18 wechselte er in die Akademie der SV Ried, in der er bis 2022 spielte.
Ab der Saison 2021/22 kam Akrap für die Amateure der Rieder zum Einsatz, für die er im Juli 2021 in der Regionalliga debütierte. In der Saison 2021/22 absolvierte er 24 Regionalligapartien und erzielte dabei fünf Tore. Im Oktober 2022 stand er erstmals im Kader der Bundesligamannschaft von Ried, kam aber in der Saison 2022/23 für die Oberösterreicher nie zum Einsatz. Ried stieg zu Saisonende in die 2. Liga ab. Für die Amateure erzielte er zehn Tore in 22 Regionalligaspielen.
Zur Saison 2023/24 rückte Akrap in den Profikader des nunmehrigen Zweitligisten. Ohne Einsatz für diesen wurde er im August 2023 innerhalb der Liga an den SV Horn verliehen. Sein Debüt in der 2. Liga gab er dann im selben Monat, als er am dritten Spieltag jener Saison gegen den FC Admira Wacker Mödling in der 89. Minute für Florian Fischerauer eingewechselt wurde. Für Horn kam er insgesamt zu drei Einsätzen, ehe die Leihe im Januar 2024 vorzeitig beendet und er an den Regionalligisten SPG Wels weiterverliehen wurde. Für Wels kam er während der Leihe zu 15 Regionalligaeinsätzen, in denen er sechsmal traf. Zur Saison 2024/25 wurde er fest verpflichtet. Mit Wels stieg er zu Saisonende in die 2. Liga auf, in der Meistersaison absolvierte er 28 Regionalligapartien und traf dabei achtmal. Nach dem Aufstieg verließ er die Hertha.
Zur Saison 2025/26 wechselte Akrap daraufhin zu Regionalligist SV Lafnitz.